# Siro (Grecia)
Siro o Sira (in greco rispettivamente Σύρος - Σύρα; Syros o Siros - Syra) è un'isola greca, appartenente all'arcipelago delle Cicladi nel Mar Egeo. È posta a 78 miglia nautiche (144 km) a sud di Atene. Costituisce un'unità periferica formata dal comune di Siro-Ermopoli; centro più rilevante è Ermopoli.

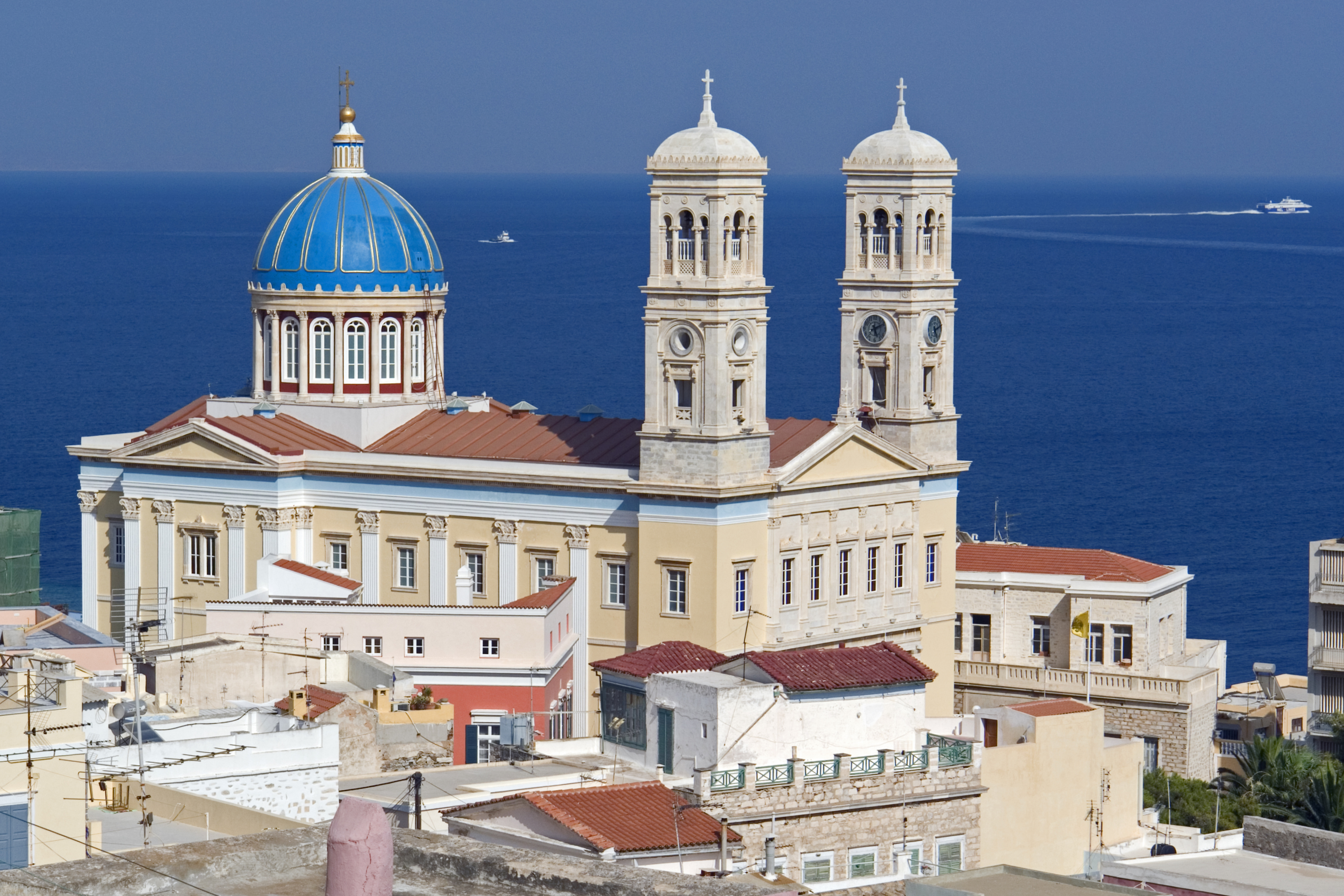
La chiesa di San Nicola.

## Storia
Dopo la caduta dell'Impero romano d'Occidente, Siro fece parte dell'Impero bizantino fino al 1204, quando fu conquistata dalla Repubblica di Venezia. 

Nel 1537 fu conquistata dai Turchi. Durante il dominio di Venezia si era sviluppata una forte minoranza cattolica che ottenne la protezione della Francia e grazie ad un'intesa fra il re di Francia Francesco I e il sultano Solimano gli ordini religiosi cattolici furono protetti. 

Pur facendo parte dell'Impero ottomano, all'isola fu concessa una forma di autogoverno.
Dopo la guerra di indipendenza del 1821 Siro entrò a far parte della Grecia.

## Capoluogo
Ermopoli, capoluogo amministrativo delle Cicladi, è il capoluogo dell'isola. La città fu fondata nel corso della guerra di indipendenza del 1821, quando giunsero a Siro, che era un protettorato francese, profughi provenienti da altre isole che erano sotto il dominio turco. La cittadina si sviluppò con molta rapidità, fino a diventare nell'Ottocento un importante nodo commerciale e nautico dell'Egeo.
Ermopoli ha un carattere moderno, neoclassico, e si presenta diversa da altri capoluoghi cicladici, che hanno un aspetto più tradizionale.
Il villaggio più tradizionale dell'isola è invece Ano Syros, che ha edifici di 700 anni, su di un colle immediatamente alle spalle e che domina il porto naturale dove sorge Ermopoli.
La parte settentrionale dell'isola è in prevalenza montuosa e brulla, quella rivolta a sud più verde e coltivata.